# 马树镇
马树镇，是中华人民共和国云南省昭通市巧家县下辖的一个镇。

## 行政区划
马树镇下辖以下地区：
马树村、木桥村、小河塘村、八皮村、小米地村、孔家营村、老箐村和草皮地村。